# Jens August Schade

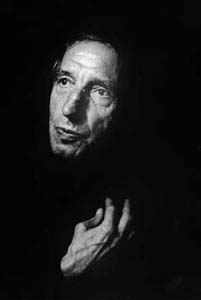
Jens-August Schade (1973)

Jens August Schade (ur. 30 stycznia 1903 w Skive, zm. 20 listopada 1978 w Kopenhadze) – duński poeta i prozaik. Obok Kristensena i Pera Langego należy do najwybitniejszych przedstawicieli duńskiej poezji okresu międzywojennego.
Uczył się w szkole katedralnej w Viborg.
Debiutował w 1925 na łamach czasopisma "Atlantis". W jego wierszach widać fascynację poezją Orientu i tematyką kosmogoniczną. Pierwszy tomik poetycki "Żywe skrzypce" jest wyrazem nastrojów epoki. Uwidacznia się w nim wpływ lektury niemieckich ekspresjonistów. "Sjov w Danii" - powieść autobiograficzna napisana wierszem jest satyrycznym obrazem ówczesnego społeczeństwa duńskiego.

## Twórczość
- 1926 – Den levende Violin (Żywe skrzypce), poezja
- 1928 – Sjov i Danmark (Sjov w Danii), autobiografia
- 1930 – Hjertebogen (Księga serca), poezja
- 1931 – Den himmelske Elskov paa Jorden (Niebiańska miłość do ziemi), proza
- 1940 – Verdenshistorier (Historie świata), proza
- 1944 – Mennesker mødes og sød Music opstaar i Hjertet (Ludzie się spotykają i słodka muzyka powstaje w sercu), proza
- 1963 – Schadebogen (Księga Schadego), poezja
- 1973 – Overjordisk (Nadziemski), poezja